# Too Much Heaven
Too Much Heaven ist ein Lied von den Bee Gees aus dem Jahr 1978, das von Barry, Robin und Maurice Gibb geschrieben wurde  und 1979 auf dem Album Spirits Having Flown erschien. Albhy Galuten, Karl Richardson sowie Barry, Maurice und Robin Gibb produzierten das Lied.

## Geschichte
Die Gebrüder Gibb schrieben das Lied zusammen mit Tragedy nach den Dreharbeiten des Films Sgt. Pepper’s Lonely Hearts Club Band. Auch das Lied Shadow Dancing von Andy Gibb wurde in der Zeit geschrieben. Inspiriert durch die Band Chicago kommen auch hier deren Bläser James Pankow, Walter Parazaider und Lee Loughnane zum Einsatz.
Die Bee Gees stellten diesen Song 1978 vor und verkündeten auf einer Pressekonferenz der Vereinten Nationen in New York City, dass sie die gesamten Einnahmen, die dieses Lied erzielt UNICEF zukommen lassen wollen. Too Much Heaven sollte das Internationale Jahr des Kindes, das am 1. Januar 1979 begann, feiern. Im Herbst 1978 wurde die Single veröffentlicht. Am 9. Januar 1979 traten die Bee Gees beim Konzert Music for UNICEF auf und sangen Too Much Heaven. Das Konzert wurde mit diesem Song ebenfalls auf einem Album veröffentlicht. Weitere Künstler dieses Konzerts waren ABBA, Andy Gibb, Olivia Newton-John, John Denver, Earth, Wind and Fire, Rita Coolidge, Kris Kristofferson, Rod Stewart und Donna Summer. Robert Stigwood, der Manager der Bee Gees, hatte die Idee für das Konzert. Drei Tage vor dem Konzert erklomm die Single Too Much Heaven den ersten Platz der Billboard Hot 100. Insgesamt konnten die Bee Gees schließlich mehr als 7 Mio. US-Dollar an UNICEF überweisen und erhielten den Dank von UNO-Generalsekretär Kurt Waldheim, der die Geste der Bee Gees als außergewöhnlich und generös bezeichnete. US-Präsident Jimmy Carter lud sie ins Weiße Haus ein, um sich für die Unterstützung der UNICEF persönlich zu bedanken. Die Bee Gees überbrachten ihm als Gastgeschenk eine ihrer schwarzen Satinjacken.
Die Veröffentlichung der Single war am 24. Oktober 1978, in den Vereinigten Staaten, Kanada, Neuseeland, Argentinien, Brasilien, Chile, Italien, Norwegen, Südafrika, Spanien und Schweden wurde die R&B und Soul-Nummer ein Nummer-eins-Hit. Im Film Jay und Silent Bob schlagen zurück konnte man den Song hören.

## Coverversion von Nana
Im Jahr 1997 veröffentlichte Nana seine Version des Liedes, das auf dem Album Father erschien. Im Vergleich zum Original hört man hier zwar Rap-Passagen, ist aber weitgehend dem Original treu geblieben. Nana rappt, während Van der Toorn die Texte und den Refrain singt. In Deutschland war die Version noch erfolgreicher in den Charts als das Original und wurde mit der Goldenen Schallplatte ausgezeichnet.
Musikvideo
Das Musikvideo spielt sowohl im Himmel als auch in einem Einfamilienhaus. Im Mittelpunkt steht das Zusammenleben in einer Großfamilie. Parallel dazu trägt Nana in der Himmelskulisse das Lied vor und strahlt zu der Familie. Im Verlauf des Clips streiten sich die Eltern und finden sich am Ende wieder zusammen.

## Coverversionen
- 1979: Fausto Papetti
- 1997: Sash! feat. Debbie Cameron
- 2000: M2M (Our Song)
- 2001: Paul Mauriat
- 2002: B3
- 2007: US5 feat. Robin Gibb
- 2009: Beverley Knight
- 2016: REO Brothers
- 2017: Pentatonix (Live-Version)
- 2018: TNT Boys
- 2021: Barry Gibb feat. Alison Krauss